# مقتل نيك بيرج
كان نيكولاس إيفان بيرج (2 أبريل 1978 - 7 مايو 2004) عامل إصلاح أبراج الراديو الأمريكي المستقل والذي ذهب إلى العراق بعد غزو الولايات المتحدة للعراق. اختطف وقطع رأسه حسب مقطع فيديو نشر في مايو 2004 من قبل مسلحين إسلاميين رداً على فضيحة التعذيب وإساءة معاملة السجناء في سجن أبو غريب والذي تورط فيها جيش الولايات المتحدة تجاه سجناء عراقيين. وزعمت وكالة المخابرات المركزية الأمريكية أن أبو مصعب الزرقاوي هو من قتل بيرج. وقد نشر مقطع فيديو قطع الرأس على شبكة الإنترنت، ويقال إنه أُرسل من لندن إلى صفحة رئيسية تستضيفها منظمة إسلامية تسمى جماعة التوحيد والجهاد في ماليزيا.

## الحياة المبكرة والتعليم
وُلِد بيرج في شارلوت بولاية نورث كارولينا ونشأ في بلدة ويست وايتلاند بولاية بنسلفانيا ‏، وهي إحدى ضواحي فيلادلفيا. وقد أُشير إليه باعتباره "يهوديًا متدينًا".
تخرج بيرج من مدرسة هندرسون الثانوية في وست تشستر عام 1996. في عام 1996، كان طالبًا في جامعة كورنيل لكنه ترك الدراسة فيما بعد. لقد أخذ دروسًا في جامعة دريكسل في عام 1998، وفي عام 1999، حضر دورات صيفية في حرم جامعة بنسلفانيا. في مرحلة ما، أخذ بيرج دورة في جامعة أوكلاهوما في نورمان. لم يحصل على شهادة جامعية أبدًا.
أنشأ بيرج مع أفراد عائلته في عام 2002 شركة Prometheus Methods Tower Service. قام بفحص وإعادة بناء هوائيات الاتصالات، وكان قد زار كينيا وأوغندا في السابق لتنفيذ مشاريع مماثلة. قام بيرج بتأسيس شركة تابعة لشركته، Prometheus Tower Services, Inc.، في كينيا.

## السفر والاحتجاز
وصل بيرج لأول مرة إلى العراق في 21 ديسمبر 2003، واتخذ الترتيبات اللازمة لتأمين العمل التعاقدي لشركته. كما ذهب إلى مدينة الموصل الشمالية، لزيارة رجل عراقي كان شقيقه متزوجاً من عمة بيرج الراحلة. غادر العراق في الأول من فبراير/شباط 2004 وعاد إليه في 14 مارس/آذار 2004، ليكتشف أن العمل الذي وعد به غير متاح.[بحاجة لمصدر] طوال فترة وجوده في العراق، حافظ على اتصال متكرر مع عائلته في الولايات المتحدة عبر الهاتف والبريد الإلكتروني.[بحاجة لمصدر]
وكان بيرج ينوي العودة إلى الولايات المتحدة في 30 مارس/آذار 2004، إلا أنه اعتقل في الموصل في 24 مارس/آذار وتزعم عائلته أنه سُلم إلى مسؤولين أمريكيين واحتجز لمدة 13 يومًا دون السماح له بالوصول إلى مستشار قانوني. في 31 مارس/آذار 2004، زار عملاء مكتب التحقيقات الفيدرالي والديه للتأكد من هويته، لكن لم يطلق سراحه على الفور.[بحاجة لمصدر] بعد أن رفع والداه دعوى قضائية في المحكمة الفيدرالية في فيلادلفيا في 5 أبريل 2004، زاعمين أنه محتجز بشكل غير قانوني، أطلق سراحه من الحجز. وقال إنه لم يتعرض لمعاملة سيئة أثناء فترة احتجازه. وتؤكد الولايات المتحدة أن بيرج لم يكن في أي وقت من الأوقات تحت سيطرة التحالف، بل كان محتجزاً لدى القوات العراقية. وتنكر شرطة الموصل اعتقال بيرج، وقد سلمت عائلة بيرج رسالة إلكترونية من القنصل الأمريكي جاء فيها "لقد أكدت أن ابنك نيك محتجز لدى الجيش الأمريكي في الموصل". ووفقًا لوكالة أسوشيتد برس، فقد أطلق سراح بيرج من الحجز في 6 أبريل 2004 ونصحه المسؤولون الأمريكيون باستقلال طائرة إلى خارج العراق بمساعدتهم. ويقال أن بيرج رفض هذا العرض وسافر إلى بغداد حيث أقام في فندق الفنار ‏. آخر مرة سمعت فيها عائلته عنه كانت في 9 أبريل 2004. وكان بيرج أجرى آخر اتصال مع المسؤولين الأميركيين في 10 أبريل/نيسان 2004 ولم يعد إلى فندقه بعد ذلك التاريخ. أُجريت مقابلة معه من أجل فيلم فهرنهايت 9/11 للمخرج مايكل مور. واختار مور عدم استخدام لقطات من مقابلته مع بيرج، بل شاركها مع عائلة بيرج بعد وفاته.

## اختفاء
أصبحت عائلة بيرج تشعر بالقلق بعد عدم سماع أي أخبار عنه لعدة أيام. وعلى الرغم من أن محققاً من وزارة الخارجية الأميركية نظر في اختفاء بيرج، فإن التحقيقات الحكومية الرسمية لم تسفر عن أية أدلة. كما شعرت عائلته بالإحباط إزاء ما وصفته بعدم اتخاذ الحكومة الأميركية أي إجراء، فقامت بتعيين محقق خاص واتصلت بوفدها في الكونجرس والصليب الأحمر بحثًا عن معلومات.[بحاجة لمصدر] وفقًا لصحيفة الغارديان، من غير الواضح كيف تم اختطاف بيرج.

## موت
عُثر على جثة بيرج مقطوعة الرأس في 8 مايو 2004، على أحد الجسور ببغداد بواسطة دورية عسكرية أمريكية. وأبلغت عائلة بيرج بوفاته بعد يومين. وذكرت مصادر عسكرية علناً في ذلك الوقت أن جسد بيرج أظهر "علامات صدمة"، لكنها لم تكشف عن أن رأسه قد قطع.

نيك بين خمسة رجال ملثمين

نشر موقع منتدى الجهاديين المتشددين في 11 مايو 2004 مقطع فيديو بعنوان " أبو مصعب الزرقاوي يذبح أميركياً"، ويظهر فيه بيرج وهو يُقطع رأسه. يبلغ طول الفيديو حوالي خمس دقائق ونصف. ويظهر في الفيديو نيك بيرج جالسًا في مواجهة الكاميرا وخاطفيه يقفون خلفه أيضًا في مواجهة الكاميرا. يرتدي بيرج بدلة برتقالية اللون، تشبه تلك التي يرتديها السجناء في الحجز الأمريكي. كان جميع خاطفيه ملثمين، لإخفاء هوياتهم. يُعرِّف نفسه: "اسمي نيك بيرج، واسم والدي مايكل، واسم والدتي سوزان. لدي أخ وأخت، ديفيد وسارة. أعيش في ويست تشيستر، بنسلفانيا، بالقرب من فيلادلفيا". يقرأ رجل ملثم بيانًا طويلًا بصوت عالٍ. ثم يتجمع الرجال الملثمون حول بيرج. اثنان منهم يمسكان به، بينما يقوم أحدهم بقطع رأسه بالسكين.

## الجناة
يزعم عنوان الفيديو أن قاطع الرأس هو أبو مصعب الزرقاوي، لكن لا يمكن تحديد ذلك بوضوح حيث أن جميع الرجال ملثمون. يصرخ بيرج بينما يصرخ الرجال الملثمون " الله أكبر". بعد قطع الرأس، يعرض أحد الرجال الرأس أمام الكاميرا، ثم يضعه على الجسم المقطوع. وقال الرجل الملثم أثناء قراءة البيان في الفيديو إن عملية القتل جاءت انتقاما لتعذيب السجناء في سجن أبو غريب وإساءة معاملتهم. ويقول الرجل إن المسلمين يجب أن يسعوا للانتقام لأحداث أبو غريب، وإن رجال الدين المسلمين كانوا راضين عن أنفسهم. كما هدد الرجل بمزيد من القتلى، ووجه تهديدات محددة للرئيس الأمريكي جورج دبليو بوش والرئيس الباكستاني برويز مشرف.
واجهت وسائل الإعلام في الولايات المتحدة وحول العالم مسألة كمية الرسومات التي يجب طباعتها. وأظهرت صحيفة دالاس مورنينج نيوز صورة يظهر فيها القاتل وهو يحمل رأس بيرج المقطوع، في حين عرضت صحيفة سياتل تايمز صورة القاتل فقط. ودعت صحيفة الإندبندنت البريطانية إلى ضبط النفس، مشيرة إلى أن الفيديو كان بمثابة دعاية، وأن نشر صور منه "يصب في مصلحة" الإرهابيين.

## ردود الفعل
أدانت جامعة الدول العربية، الأمم المتحدة، والمملكة السعودية، الأردن، والإمارات الإمارات العربية المتحدة، مقتل بيرج. كما أدان العديد من الآخرين في العالم الإسلامي عملية القتل، ووجد الصحفي في هيئة الإذاعة البريطانية بول وود ‏ أن "الشارع العربي" أدان مقتل بيرج، واعتبره مخالفًا للإسلام، واعتبره رد فعل على انتهاكات السجون الأمريكية.

## لقاء مع زكريا موسوي
كشف عن أن نيك بيرج ظهر أثناء التحقيق الذي أجرته الحكومة الأمريكية مع زكريا موسوي في 14 مايو 2004، أحد المتآمرين في هجمات 11 سبتمبر. وكان موسوي قد استخدم عنوان البريد الإلكتروني لبيرج قبل هجمات 11 سبتمبر 2001. وبحسب والد بيرج، فقد التقى نيك بيرج بالصدفة بأحد معارف موسوي في حافلة في نورمان، أوكلاهوما. لقد طلب هذا الشخص استعارة الكمبيوتر المحمول الخاص ببيرج لإرسال بريد إلكتروني. وقدم بيرج تفاصيل حساب بريده الإلكتروني وكلمة المرور الخاصة به، والتي استخدمها موسوي فيما بعد. توصل مكتب التحقيقات الفيدرالي إلى أن بيرج ليس له أي ارتباط مباشر بالإرهاب أو ارتباط مباشر بموسوي.

## الاعتقالات والاعترافات
ذكرت قناة سكاي نيوز في 14 مايو 2004 نقلاً عن "مصادر عراقية" أن أربعة أشخاص أعتقلوا بتهمة القتل.[بحاجة لمصدر] ثم إطلق سراح اثنين منهم لاحقًا. وبدلاً من ذلك، في 5 يوليو 2004، ذكرت قناة سكاي نيوز أنه قبض على أربعة رجال فيما يتعلق بقطع رأس نيك بيرج. كان المشتبه بهم الذين قبض عليهم بتهمة قتل بيرج أعضاء سابقين في جماعة فدائيي صدام شبه العسكرية.
في 5 أغسطس/آب 2004، نشرت صحيفة لو نوفيل أوبسيرفاتور قصة مميزة بقلم سارة دانييل تشرح فيها تفاصيل اجتماعها مع أبو راشد، أحد زعماء مجلس المجاهدين في الفلوجة. ويزعم أنه قتل نيك بيرج، وكيم سون إيل، والعراقيين الذين تعاونوا مع القوات الأميركية. ويقول أيضًا إنهم حاولوا تبادل السجناء مع بيرج، لكن المسؤولين الأميركيين رفضوا.